# Visjön (Hakarps socken, Småland)
Visjön är en sjö i Jönköpings kommun i Småland och ingår i Motala ströms huvudavrinningsområde. Sjön har en area på 0,298 kvadratkilometer och ligger 247 meter över havet.

## Delavrinningsområde
Visjön ingår i det delavrinningsområde (640503-141568) som SMHI kallar för Mynnar i Motala Ström. Medelhöjden är 257 meter över havet och ytan är 29,3 kvadratkilometer. Det finns inga delavrinningsområden uppströms utan avrinningsområdet är högsta punkten. Vissjöån som avvattnar avrinningsområdet har biflödesordning 2, vilket innebär att vattnet flödar genom totalt 2 vattendrag innan det når havet efter 233 kilometer. Delavrinningsområdet består mestadels av skog (61 %) och jordbruk (26 %). Avrinningsområdet har 0,3 kvadratkilometer vattenytor vilket ger avrinningsområdet en sjöprocent på 1 %.